# Гамбург-Штайнвердер
Гамбург-Штайнвердер (нім. Steinwerder) — частина району Гамбург-Центр вільного та ганзейського міста Гамбург. Це переважно місце морської промисловості, де у 2017 році проживало лише 39 осіб. Серед місцевих визначних пам’яток — два музичні театри. Штайнвердер він розташовується в кінці старого тунелю під Ельбою, мосту Кельбранд, а також верфі Блом + Фосс, де досі стоїть старий будинок лоцманів. У Штайнвердері знаходиться найсучасніший термінал обробки круїзних кораблів які зупиняються в порту міста Гамбург. Термінал введено в експлуатацію 9 червня 2015 року. Відтоді 8000 пасажирів за один виклик можуть обслуговуватися у двох окремих будівлях термінала.